# Asienspiele

Logo der Asienspiele

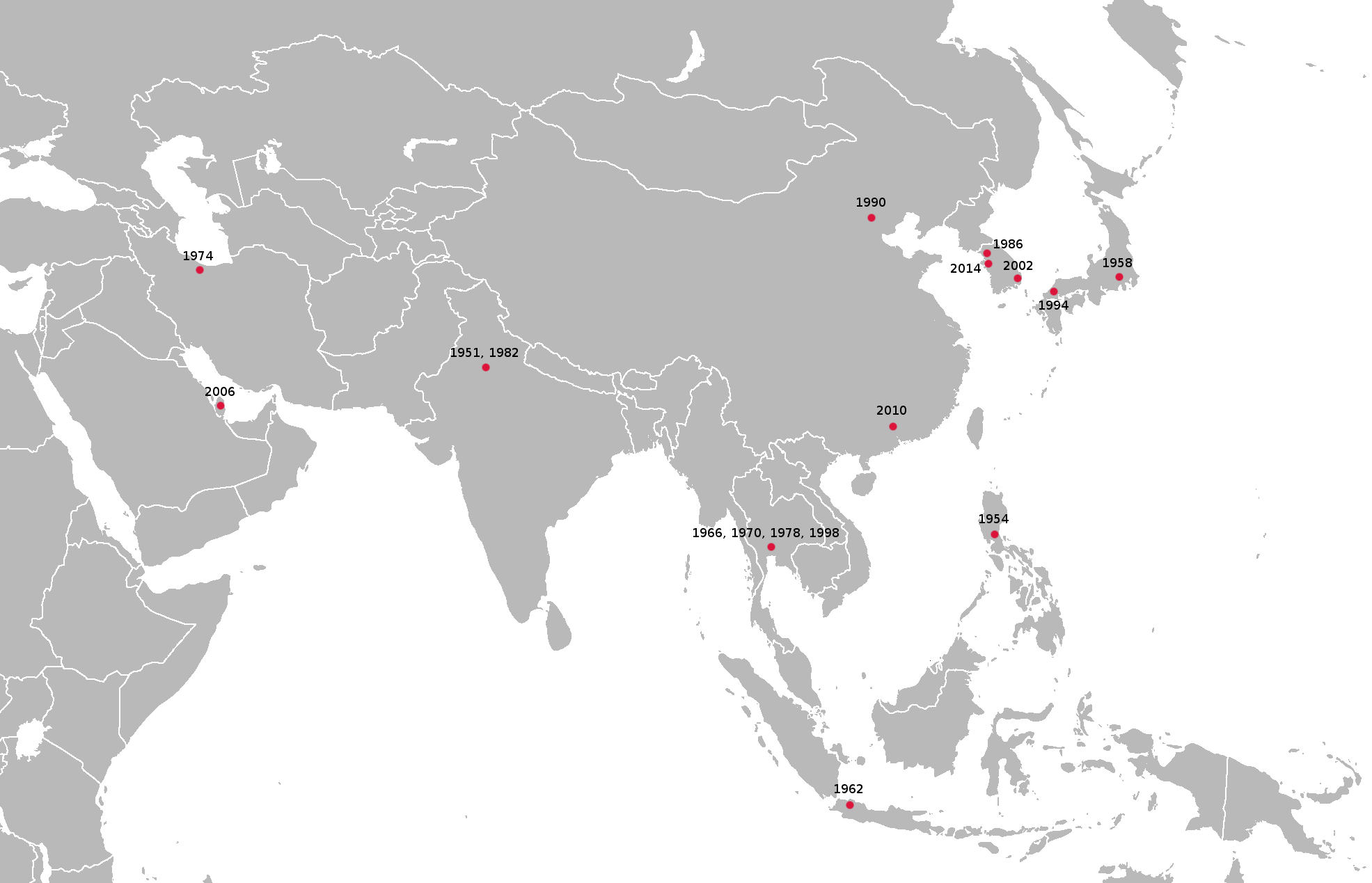
Veranstaltungsorte

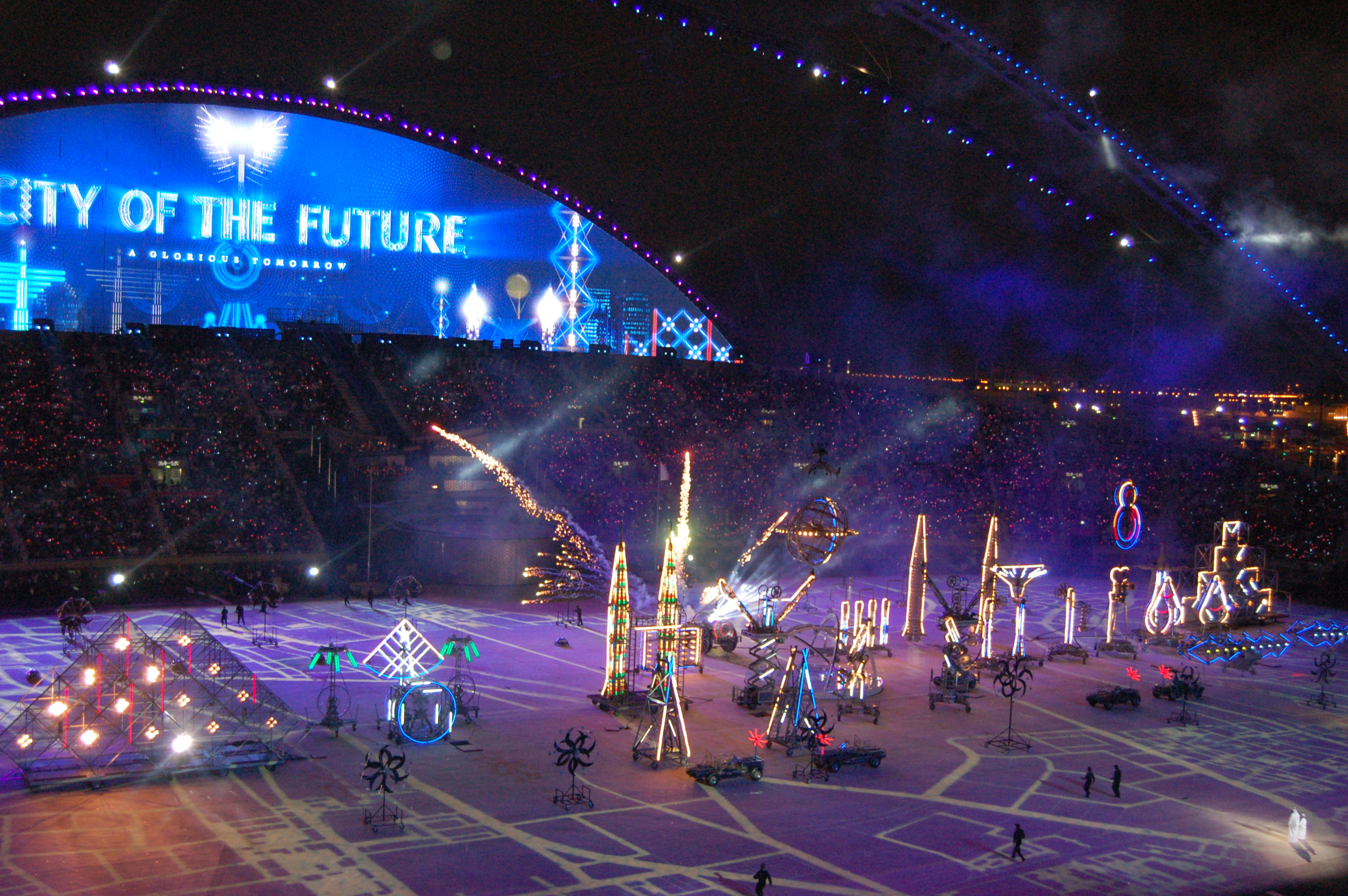
Eröffnungszeremonie 2006 in Doha

Die Asienspiele (englisch Asian Games), auch Panasiatische Spiele genannt, sind sportliche Wettkämpfe asiatischer Staaten mit olympischem Charakter.

## Geschichte
Der Anfang der Asienspiele liegt im Jahr 1913, als die Fernöstlichen Spiele in Manila stattfanden. Teilnehmernationen waren damals die Philippinen, Thailand, die Republik China, Japan und Hongkong. Bis 1934 gab es zehn Austragungen. Die elften Fernöstlichen Spiele sollten 1938 in Osaka stattfinden; wegen des Ausbruchs des Zweiten Japanisch-Chinesischen Kriegs wurden sie aber abgesagt.
Nach dem Zweiten Weltkrieg erlangten zahlreiche asiatische Staaten die Unabhängigkeit. Während der Olympischen Sommerspiele 1948 regten chinesische und philippinische Sportler die Wiederbelebung der Fernöstlichen Spiele an. Im selben Jahr lud ein indischer Sportfunktionär Vertreter aus 13 Ländern zu einer Konferenz über die Gründung eines asiatischen Sportverbandes ein. 1949 erfolgte schließlich die Gründung der Asian Games Federation. Diese erhielt eine Charta, die auf jener des IOC basierte. Die ersten Asienspiele fanden vom 4. bis zum 11. März 1951 in Neu-Delhi statt.
1962 gerieten die Asienspiele in eine Krise, als Gastgeber Indonesien die Republik China und Israel aus politischen und religiösen Gründen von der Teilnahme ausschloss. Das IOC stellte daraufhin die Unterstützung ein; der IAAF, die AFC und die IWF folgten diesem Beispiel. 1970 und 1978 konnten Südkorea bzw. Pakistan die Asienspiele aus finanziellen Gründen nicht organisieren; beide Male sprang Thailand ein. Aufgrund dieser Krisen beschlossen die asiatischen NOKs eine Neugründung der Asian Games Federation; 1981 entstand die Nachfolgeorganisation Olympic Council of Asia. 1986 fanden erstmals Winter-Asienspiele statt.
Im Laufe der Jahre wurden die Spiele zunehmend populärer: An den ersten Spielen 1951 nahmen 489 Athleten aus elf Nationen in sechs Sportarten teil; 2010 waren es 9704 Athleten aus 45 Nationen, die in 42 Sportarten gegeneinander antraten.
Die Asienspiele 2014 fanden im südkoreanischen Incheon statt. Am 8. November 2012 vergab das Olympic Council of Asia (OCA) in Macau die 18. Asienspiele im Jahr 2019 an die vietnamesische Hauptstadt Hanoi. Sie setzte sich gegen das indonesische Surabaya durch. Dubai (VAE) hatte zuvor seine Bewerbung zurückgezogen. Im April 2014 teilte die vietnamesische Regierung offiziell mit, dass sich Vietnam nicht in der Lage sehe, die Spiele auszurichten, und gab den Auftrag zurück. Bei der Neuvergabe wurde Jakarta ausgewählt.
Ende September 2016 gab das OCA bekannt, dass die 20. Asienspiele in Japan von der Präfektur Aichi und deren Hauptstadt Nagoya ausgetragen werden und wegen der zu erwartenden Temperaturen im Herbst vom 19. September bis zum 4. Oktober 2026 stattfinden sollen.
Am 23. April 2020 bestätigte das OCA, dass sich Katar und Saudi-Arabien um die Austragung der Asienspiele 2030 beworben haben. Während Katar die Spiele bereits 2006 ausgerichtet hatte, wäre es für Saudi-Arabien die erste leichtathletische Großveranstaltung.

## Liste der Spiele
| Jahr | Ausgabe | Gastgeberstadt        | Nationen | Athleten | Sportarten | Disziplinen |
| ---- | ------- | --------------------- | -------- | -------- | ---------- | ----------- |
| 1951 | I       | Neu-Delhi             | 11       | 0489     | 06         | 057         |
| 1954 | II      | Manila                | 19       | 0970     | 08         | 076         |
| 1958 | III     | Tokio                 | 16       | 1820     | 13         | 097         |
| 1962 | IV      | Jakarta               | 12       | 1460     | 13         | 088         |
| 1966 | V       | Bangkok               | 16       | 1945     | 14         | 143         |
| 1970 | VI      | Bangkok               | 16       | 2400     | 13         | 135         |
| 1974 | VII     | Teheran               | 19       | 3010     | 16         | 202         |
| 1978 | VIII    | Bangkok               | 19       | 3842     | 19         | 201         |
| 1982 | IX      | Neu-Delhi             | 23       | 3411     | 21         | 147         |
| 1986 | X       | Seoul                 | 22       | 4839     | 25         | 270         |
| 1990 | XI      | Peking                | 36       | 6122     | 29         | 310         |
| 1994 | XII     | Hiroshima             | 42       | 6828     | 34         | 337         |
| 1998 | XIII    | Bangkok               | 41       | 6554     | 36         | 376         |
| 2002 | XIV     | Busan                 | 44       | 7711     | 38         | 419         |
| 2006 | XV      | Doha                  | 45       | 9520     | 39         | 424         |
| 2010 | XVI     | Guangzhou             | 45       | 9704     | 42         | 476         |
| 2014 | XVII    | Incheon               | 45       | 9501     | 36         | 439         |
| 2018 | XVIII   | Jakarta und Palembang | 45       | 11.720   | 40         | 465         |
| 2022 | XIX     | Hangzhou              | 45       | 11.849   | 40         | 481         |
| 2026 | XX      | Aichi und Nagoya      |          |          |            |             |
| 2030 | XXI     | Doha                  |          |          |            |             |
| 2034 | XXII    | Riad                  |          |          |            |             |

## Liste der Sportarten
| - Badminton seit 1962 (Details) - Baseball seit 1994 - Basketball seit 1951 - Billard 1998–2010 (Details) - Bodybuilding 2002–2006 - Bogenschießen seit 1978 - Bowling 1978, 1986, seit 1994 - Boxen seit 1954 (Details) - Brettspiele seit 2006 - Cricket seit 2010 - Drachenboot seit 2010 - E-Sport ab 2022 - Fechten 1974–1978, seit 1986 - Fußball seit 1951 (Details) - Gewichtheben 1951–1958, seit 1966 | - Golf seit 1982 - Handball seit 1982 (Männer), 1990 (Frauen) - Hockey seit 1958 - Judo seit 1986 - Kabaddi seit 1990 - Kanusport seit 1986 - Karate seit 1994 - Leichtathletik seit 1951 - Moderner Fünfkampf 1994, 2002, seit 2010 - Pferdesport 1982–1986, seit 1994 - Radsport 1951, seit 1958 - Ringen seit 1954 - Rollschuhsport seit 2010 - Rudern seit 1982 - Rugby Union seit 1998 | - Schießen seit 1954 - Segeln 1970, seit 1978 - Sepak Takraw seit 1990 - Soft Tennis seit 1990 - Softball seit 1990 - Squash seit 1998 (Details) - Taekwondo 1986, seit 1994 - Tanzsport seit 2010 - Tennis 1958–1966, seit 1974 - Tischtennis 1958–1966, seit 1974 - Triathlon seit 2006 - Turnen seit 1974 - Volleyball seit 1958 - Wassersport seit 1951 - Wushu seit 1990 |

## Medaillenspiegel
Angegeben werden die zehn erfolgreichsten Nationen (1951 bis 2010).
| Rang | Land                | Gold | Silber | Bronze | Gesamt |
| ---- | ------------------- | ---- | ------ | ------ | ------ |
| 01   | Volksrepublik China | 1204 | 819    | 608    | 2631   |
| 02   | Japan               | 0910 | 913    | 835    | 2658   |
| 03   | Südkorea            | 0618 | 528    | 674    | 1820   |
| 04   | Indien              | 0128 | 168    | 260    | 0556   |
| 05   | Iran                | 0128 | 132    | 163    | 0423   |
| 06   | Kasachstan          | 0110 | 119    | 168    | 0397   |
| 07   | Thailand            | 0109 | 152    | 204    | 0465   |
| 08   | Indonesien          | 0087 | 116    | 188    | 0391   |
| 09   | Nordkorea           | 0074 | 109    | 142    | 0325   |
| 10   | Philippinen         | 0062 | 107    | 195    | 0364   |

## Weitere Veranstaltungen
- Hallen-Asienspiele
- Strand-Asienspiele
- Winter-Asienspiele
- Jugend-Asienspiele